# Rocket Science
Rocket Science ist eine US-amerikanische Filmkomödie aus dem Jahr 2007. Regie führte Jeffrey Blitz, der auch das Drehbuch schrieb und damit in beiden Eigenschaften debütierte.

## Handlung
Hal Hefner ist ein fünfzehnjähriger Schüler aus Plainsboro, New Jersey, mit einem ausgeprägten Stottern. Sein älterer Bruder Earl ist ein zwanghafter Kleptomane, sein Vater Doyle hat die Familie kürzlich nach einem heftigen Streit verlassen und seine Mutter Juliet hat begonnen, mit dem Vater seines Schulfreundes Heston auszugehen.
Hal fährt eines Tages mit dem Schulbus nach Hause, als er von Ginny Ryerson angesprochen wird, dem wortgewandten, konkurrenzfähigen Star des Debattierteams. Sie drängt ihn, sich ihr anzuschließen und ihren ehemaligen Partner Ben Wekselbaum zu ersetzen, der die High School verlassen hat, nachdem er mitten in seiner Rede verstummt war und die New Jersey State High School Policy Debate Championship verloren hatte. Obwohl Hal zunächst ablehnt, findet er sich in Ginny verliebt und stimmt zu, ihr Partner zu sein. Hal und Ginny fangen an, für das bevorstehende Turnier zu lernen und formulieren Argumente für die Frage, ob die Bundesregierung den Unterricht über sexuelle Enthaltsamkeit in öffentlichen Schulen unterstützen sollte. Als Hal während einer Übungsdebatte nicht mehr sprechen kann, rennt er aus dem Raum und versteckt sich im Hausmeisterschrank, wo Ginny sich ihm anschließt. Hal küsst sie hoffnungsvoll, und sie knutschen, aber sie bricht danach den Kontakt zu ihm ab. Ginnys Eltern versichern ihm, dass sie mit der bereits geleisteten Arbeit zufrieden ist und dass sie ihn am Tag der Debatte treffen wird.
Am Tag des Turniers teilt Coach Lumbly dem Debattierteam mit, dass Ginny für den Rest ihres Abschlussjahres an die Townsend Prep gewechselt hat und dass Hal für den Tag mit Heston gepaart sein wird. Da er mit seiner Sprache und seinem Stottern zu kämpfen hat, ruft Hal seinen Therapeuten an, der ihm vorschlägt, seine Rede zu singen oder mit einem ausländischen Akzent zu sprechen. Hal und Heston beenden den Tag ohne großen Erfolg, während Ginny eine Trophäe für den ersten Platz als Einzelrednerin gewinnt, die auf unerklärliche Weise verloren geht. Trainer Lumbly bittet Hal, das Team zu verlassen, da Ginny nie vorhatte, als sein Partner zu debattieren und ihn nur als grausamen Scherz rekrutiert hatte, um die Gewinnchancen der Schule zu schädigen. Er bricht in Earls Schlafzimmer ein und nimmt eine Flasche gestohlenen Tequila mit, dann fährt er mit Heston zum Haus seines Freundes Lewis, der gegenüber von Ginny wohnt. Ein betrunkener Hal schleppt das Cello von Lewis’ Mutter über die Straße und wirft es durch Ginnys Fenster, gerade als sie mit ihrem neuen Teamkollegen Ram nach Hause kommt.
Später im Jahr trennt sich Hals Mutter von Hestons Vater, und Hal beschließt, Ginny aufzusuchen und ihr den Pokal zurückzugeben, den er gestohlen hat. Sie weist seine Entschuldigung zurück, und er reist nach Trenton – der „großen Stadt“ – um Ben, Ginnys ehemaligen Debattierpartner, zu finden. Hal überredet Ben, mit ihm zu debattieren, und sie melden sich als Team von Hauslehrern für die bevorstehenden Debattiermeisterschaften für Politik an. Um sein Stottern zu überwinden, hilft Ben Hal, seine gesamte Rede zur Melodie von „The Battle Hymn of the Republic“ zu schreiben. Während des Turniers wird Hal mitten in seiner Song-Rede von Coach Lumbly und einem Debattieroffiziellen unterbrochen, die Hal und Ben mit der Begründung disqualifizieren, dass keiner von ihnen zu Hause unterrichtet wird. Ben ist mit ihren Bemühungen zufrieden, aber Hal findet Ginny, bevor er geht. Er beharrt darauf, dass eines Tages sein Tag sein wird, während sie ihm sagt, dass es nicht leicht für sie war, ihn zu verraten, während er, nachdem er Vertrauen gefasst hat, davon geht. Er verbringt den Abend an einem nahegelegenen Strand, und als sein Vater ihn abholt, versucht Hal ihm zu sagen, dass das Leben und die Liebe „keine Raketenwissenschaft sein sollten“, obwohl er aufgrund seines Stotterns nicht in der Lage ist, den Ausdruck „Raketenwissenschaft“ auszusprechen.

## Kritiken
Roger Ebert schrieb in der Chicago Sun-Times vom 17. August 2007, der Film zeige die High School auf eine plausible Weise statt „visuelle Klischees aus Teen Vogue“ neu zu verpacken. Viele Schüler würden Elemente des realen Lebens wiedererkennen. Die Darstellungen von Reece Thompson und Anna Kendrick – die der Zuschauer zwangsweise mögen müsse – würden auf vielversprechende Karrieren hindeuten.
Trevor Johnston schrieb in der Zeitschrift Time Out London vom 26. September 2007, der Autor des „wundervollen“ Dokumentarfilms Spellbound Jeffrey Blitz bewege sich mit weniger Sicherheit ins Spielfilm-Metier. Der Film sei „reizvoll“ und „zerbrechlich“; er vermeide den Weg eines Showdowns, was Ambivalenz nahelege. Sein Ton sei „liebevoll“, die Dialoge seien „ausgeglichen“. Der Film sei entfernt davon, den Zuschauer für sich einzunehmen.

## Auszeichnungen
Jeffrey Blitz wurde im Jahr 2007 für den Großen Preis der Jury des Sundance Film Festivals nominiert und gewann den Regiepreis. Anna Kendrick wurde bei den Independent Spirit Awards 2008 als Beste Nebendarstellerin nominiert, weitere Nominierungen erhielt Jeffrey Blitz in den Kategorien Bester Erstlingsfilm und Bestes Erstlingsdrehbuch.

## Hintergründe
Der Film wurde in Baltimore und in Trenton (New Jersey) gedreht.
Seine Produktionskosten betrugen schätzungsweise 6 Millionen US-Dollar. Die Weltpremiere fand am 19. Januar 2007 auf dem Sundance Film Festival statt, dem zahlreiche andere Filmfestivals folgten. Am 10. August 2007 kam der Film in die ausgewählten Kinos der USA, in denen er ca. 712 Tsd. US-Dollar einspielte.